# Dalhems socken, Småland
Dalhems socken i Småland ingick i Norra Tjusts härad (före 1887 även del i Kinda härad), ingår sedan 1971 i Västerviks kommun i Kalmar län och motsvarar från 2016 Dalhems distrikt.
Socknens areal är 137,92 kvadratkilometer, varav 121,62 land (arean efter utbrytningen av 30,8 till Överum 1931). År 2000 fanns här 527 invånare. Kyrkbyn Dalhem med sockenkyrkan Dalhems kyrka ligger i socknen.

## Administrativ historik
Dalhems socken har medeltida ursprung.
Före 1 januari 1887 (ändring enligt beslut den 26 november 1885) tillhörde hemmanen Fagerdal och Örshult Dalhems kyrkosocken men låg i Kinda härad i Östergötlands län. Före 1880 tillhörde delen i Kinda härad Åtvids jordebokssocken.
Vid kommunreformen 1862 övergick socknens ansvar för de kyrkliga frågorna till Dalhems församling och för de borgerliga frågorna till Dalhems landskommun. 1931 utbröts en del av församlingen och landskommunen till Överums församling och landskommun (hemmanen Knuvebo, Flugenäs, Sedingsjö, Möckelhult, Vallemåla, Idåkra nr 1-2, Ulvsdal, Pjäkebo nr 1-2 samt lägenheterna Krogsmåla, Sedingsjö nr 2, Soltorpet, Svenstorp och Tranemo). Den resterande landskommunen inkorporerades sedan 1952 i Överums landskommun, som 1971 uppgick i Västerviks kommun.
1 januari 2016 inrättades distriktet Dalhem, med samma omfattning som församlingen hade 1999/2000. 
Socknen har tillhört samma fögderier och domsagor som Norra Tjusts härad. De indelta soldaterna tillhörde Kalmar regemente, Sevedes kompani och Andra livgrenadjärregementet, Tjusts kompani. Den enda indelta båtsmannen tillhörde Tjusts båtsmanskompani.

## Geografi och natur
Dalhems socken ligger vid Östergötlandsgränsen kring Loftaån med sjön Tynn i sydväst. Socknen består av kuperad (i väster starkt kuperad) skogsbygd. Tynn delas med Oppeby socken i Kinda kommun och Odensvi socken i Västerviks kommun. Andra betydande insjöar är Tolången som delas med Kättilstads socken i Kinda kommun, Loftern, Stora Vrången och Ämten.
Det finns fem naturreservat i socknen: Vårum ingår i EU-nätverket Natura 2000 medan Tolången som delas med Kättilstads socken i Kinda kommun, Risebo, Stora Vrången och Tyllinge är kommunala naturreservat.
En sätesgård var Tyllinge säteri.
I kyrkbyn Dalhem fanns förr ett gästgiveri.

## Fornlämningar
Kända från socknen är några gravrösen och stensättningar från bronsåldern samt några mindre gravfält och en fornborg från järnåldern.

## Befolkningsutveckling
Befolkningen ökade från 1 365 1810 till 1 821 år 1880 varefter den minskade stadigt till 312 år 1990.

## Namnet
Namnet (1364 Daleem) kommer från kyrkbyn. Förleden är dal och efterleden hem, 'boplats, gård'.

## Personer från socknen
Aktivisten Kata Dalström var från socknen.